# ZRPSL EM-11
Die ZRPSL EM-11 Orka ist ein zweimotoriges Propellerflugzeug des polnischen Herstellers Zakład Remontów i Produkcji Sprzętu Lotniczego. Es wurde als billiges, leichtes Flugzeug für die allgemeine Luftfahrt geplant.

## Geschichte und Konstruktion
Das Flugzeug ist ein Hochdecker mit einem Kreuzleitwerk und zwei dreiflügeligen Druckpropellern. Die Tragfläche hat elektrisch fahrende Klappen und zwei integrierte Tanks mit je 200 Litern Volumen, die Flügelenden sind für einfache Hangarierung klappbar. Der Rumpf mit einziehbarem Bugradfahrwerk ist in der Formgebung einem Segelflugzeugrumpf angenähert und bietet in der Kabine Platz für vier Personen. Die vorderen Sitze sind nach vorn verschiebbar und klappbar, sodass der Zugang zu den beiden hinteren Sitzen möglich wird. Die zweigeteilte Kabinenhaube öffnet nach oben.
Ein Prototyp hatte seinen Erstflug im Jahr 2003. Das Flugzeug erhielt am 17. Februar 2005 die EASA-Musterzulassung.

## Technische Daten
| Kenngröße              | Daten                             |
| ---------------------- | --------------------------------- |
| Besatzung              | 1                                 |
| Passagiere             | 3                                 |
| Länge                  | 8,705 m                           |
| Spannweite             | 13,50 m                           |
| Höhe                   | 2,585 m                           |
| Flügelfläche           | 16,5 m²                           |
| Flügelstreckung        | 11,0                              |
| Nutzlast               | 550 kg                            |
| max. Startmasse        | 1820 kg                           |
| Mindestgeschwindigkeit | 70 kn (130 km/h)                  |
| Manövergeschwindigkeit | 130 kn (241 km/h)                 |
| Reisegeschwindigkeit   | 156 kn (289 km/h)                 |
| Höchstgeschwindigkeit  | 194 kn (359 km/h)                 |
| Steiggeschwindigkeit   | 5,1 m/s                           |
| Dienstgipfelhöhe       | 10.000 ft (3.048 m)               |
| Reichweite             | 1700 km                           |
| Triebwerke             | 2 × Lycoming IO-320 mit je 119 kW |